# Ralph Eastwood
Sir Thomas Ralph „Rusty“ Eastwood, KCB, DSO, MC, KStJ (* 10. Mai 1890 in Canterbury, Kent; † 15. Februar 1959 in Rodmarton, Gloucestershire) war ein britischer Generalleutnant der British Army, der zwischen 1944 und 1947 Gouverneur von Gibraltar war.

## Leben
Eastwood absolvierte nach dem Schulbesuch eine Offiziersausbildung und trat am 9. März 1910 als Leutnant (Second Lieutenant) in die Rifle Brigade (Prince Consort’s Own) ein. Er wurde für seine Tapferkeit während der Schlacht von Gallipoli im August 1915 als Hauptmann der Rifle Brigade am 29. Oktober 1915 mit dem Military Cross (MC) ausgezeichnet. Am 5. Juni 1919 wurde er ferner mit dem Distinguished Service Order (DSO) ausgezeichnet.
Eastwood war vom 31. August 1928 bis zum 10. August 1931 Instrukteur am Staff College Camberley. Er wurde am 13. April 1934 zum Oberstleutnant (Lieutenant Colonel) befördert und war anschließend zwischen dem 13. April 1934 und dem 13. Juli 1936 Kommandeur (Commanding Officer) des 2. Bataillons des King’s Royal Rifle Corps. Nach seiner Beförderung zum Oberst (Colonel) am 13. Juli 1936, die auf den 4. Juni 1931 zurückdatiert wurde, war er vom 13. Juli 1936 bis zum 11. Januar 1938 Generalstabsoffizier für Personal der 2. Infanteriedivision.
Nachdem Eastwood am 12. Januar 1938 zum Generalmajor (Major-General) befördert worden war, löste er Generalmajor Bertie Fisher als Kommandant des Royal Military College Sandhurst ab und verblieb auf diesem Posten bis zum 30. November 1939. Danach übernahm er am 1. Dezember 1939 den Posten als Kommandeur (General Officer Commanding) der 59th (Staffordshire) Infantry Division und verblieb bis zum 11. Mai 1940 in dieser Funktion. Anschließend war er zwischen dem 1. Juni und dem 9. Juni 1940 kurzzeitig als Kommandeur der 18th Infantry Division sowie Chef des Stabes der Expeditionsstreitkräfte (British Expeditionary Force), ehe er als Nachfolger von Generalmajor Dudley Graham Johnson vom 25. Juni bis zu seiner Ablösung durch Generalmajor John Swayne am 4. Oktober 1940 Kommandeur der 4th Infantry Division war. Im Anschluss wechselte er am 20. November 1940 ins Kriegsministerium (War Office) und war dort bis zum 2. Juni 1941 Generaldirektor der Heimatstreitkräfte (Home Guard). 
Daraufhin fungierte Eastwood als Nachfolger von Generalleutnant Ronald Forbes Adam zwischen dem 3. Juni 1941 und seiner Ablösung durch Generalleutnant Edwin Logie Morris am 16. Februar 1944 als Kommandierender General des Nordkommandos (Northern Command ) und wurde in dieser Verwendung am 5. Dezember 1941 zum Generalleutnant (Lieutenant-General) befördert.
Als Nachfolger von Generalleutnant Noel Mason-MacFarlane wurde Eastwood am 17. Februar 1944 Gouverneur von Gibraltar und Oberkommandierender der britischen Garnison und übte dieses Amt bis zum 8. Februar 1947 aus, woraufhin Generalleutnant Kenneth Arthur Noel Anderson seine Nachfolge antrat. Zum 1. Januar 1943 wurde er zum Knight Commander des Order of the Bath (KCB) geschlagen und führte fortan den Namenszusatz „Sir“. Am 25. Juli 1944 wurde ihm das Großkreuz des Militär- und Zivildienst-Orden Adolphs von Nassau verliehen. Am 22. Juni 1945 wurde er Knight of Justice des Order of Saint John (KStJ).
Am 31. Mai 1947 schied Eastwood aus dem aktiven Militärdienst aus und trat in den Ruhestand. Zuletzt war er als Nachfolger von Generalleutnant John Burnett-Stuart vom 4. März 1945 bis zu seiner Ablösung durch Generalleutnant Montagu Stopford am 4. September 1951 Colonel Commandant der Rifle Brigade. Mit Erreichen der Altersgrenze von 65 Jahren schied er zum 31. Mai 1955 auch aus dem Korps der Reserveoffiziere aus.